# La Unión (La Unión)
Pour les articles homonymes, voir La Unión et Union.
La Unión ou La Unión de Barinas est la capitale de la paroisse civile de La Unión de la municipalité d'Arismendi dans l'État de Barinas au Venezuela.